# Anuanuraro
Anuanuraro (más néven Hiri-oro) egy kis lakatlan atoll sziget a Dél-Csendes-óceánon. A terület politikailag Francia Polinéziához tartozik. Anuanuraro a Tuamotu-szigetek egyik alcsoportjának, a Gloucester herceg szigetcsoportnak a része. A Gloucester herceg-szigetek a Tuamotu szigetcsoport délnyugati részén található. A Gloucester herceg-szigetek másik három tagja Anuanurunga, Hereheretue és Nukutepipi. A szigetcsoport legkeletibb szigete Nukutepipi és a legnyugatibb Hereheretue. A kettő között lévő távolság mintegy 270 km. Anuanuraro Tahititől 655 km-re délkeletre található.
A trapéz alakú atoll 5,3 km hosszú, maximális szélessége 6,2 km. Anuanuraro szigetén tartósan nem élnek emberek (2007).

## Története
Az Anuanuraro atollt elsőként Philip Carteret brit hajós és felfedező pillantotta meg 1767-ben. A szigetnek az Arkangyal ("Archangel") nevet adta.
Az atoll korábban a Robert Wan gyöngymúzeum tulajdonában állt, amelyet 2002-ben a francia polinéziai kormány visszavásárolt.
A szigeten leszállópályát épített Wan cége a Wan-Polynésie. Az 1982-ben átadott pálya mára teljesen használaton kívül van.

## Közigazgatás
Közigazgatásilag a Gloucester herceg-szigetek négy atollja Anuanuraro, Anuanurunga és Nukutepipi is Hereheretue települési önkormányzathoz (commune) tartozik.

## További információ
- Enciklopédia Tuamotu-szigetek, Anuanuraro (angolul)